# Matilla de los Caños
Matilla de los Caños es un municipio de España, en la provincia de Valladolid, comunidad autónoma de Castilla y León. Tiene una superficie de 12,28 km² con una población de 103 habitantes y una densidad de 8,39 hab/km².

## Historia

### SigloXIX
Así se describe a Matilla de los Caños en la página 311 del tomo XI del Diccionario geográfico-estadístico-histórico de España y sus posesiones de Ultramar, obra impulsada por Pascual Madoz a mediados del siglo XIX:

MATILLA DE LOS CAÑOS

Lugar con ayuntamiento en la provincia, audiencia territorial, capitanía general y diócesis de Valladolid (4 leguas), partido judicial de Mota del Marqués (3).
Situado al pie de unos cerros y combatido principalmente por los vientos N y O; su clima es propenso a fiebres intermitentes, cotidianas y biliosas.
Tiene 60 casas; la consistorial con cárcel; escuela de instrucción primaria frecuentada por 35 alumnos de ambos sexos a cargo de un maestro dotado con 1.100 reales; una hermosa fuente con 2 caños que dan abundancia de exquisitas aguas; una iglesia parroquial de entrada (Santa Eulalia) servida por un cura y un beneficiado; un cementerio situado al N del lugar, en posición que no ofende a la salubridad pública.
Término: confina N Belliza; E el Pedroso; S San Miguel del Pino, y O Tordesillas; dentro de él se encuentra una ermita (el Santísimo Cristo del Consuelo).
El terreno que participa de montuoso y llano con algunas hondonadas y laderas, es todo de secano, fuerte y de buena calidad; comprende un monte pinar, cuyo arbolado es de mala clase; una dehesa llamada de Cillero, con una quinta o granja y un prado natural que sirve para pastar las yuntas del pueblo.
Caminos: los que dirigen a los pueblos limítrofes, de herradura y en mal estado, y la carretera de Madrid a Asturias.
Correo: se recibe y despacha en Tordesillas.
Producciones: trigo, cebada, morcajo, centeno, algarroba, vino, mimbre, zumaque, leñas de combustible y yerbas de pasto, con las que se mantiene ganado vacuno, mular y asnal.
Industria: la agrícola.
Comercio: exportación del sobrante de frutos e importación de los artículos de consumo que faltan.
Población: 40 vecinos, 150 almas.

Capital productivo: 1.500.000 reales. Imponible: 150.000. Contribución: 10.597 reales 13 maravedíes. Presupuesto municipal: 5.500 reales; se cubre con los fondos de propios y reparto vecinal.

## Geografía humana

### Demografía
Cuenta con una población de 113 habitantes (INE 2024).
| Gráfica de evolución demográfica de Matilla de los Caños entre 1842 y 2021                                            |
| |
| Población de derecho según los censos de población del INE. Población de hecho según los censos de población del INE. |

| 91                         | 98 | 110 | 111 | 98 | 95 | 106 | 99 |
| (Fuente: [cita requerida]) |    |     |     |    |    |     |    |